# 韦泰卡兰普杜尔
韦泰卡兰普杜尔（Vettaikaranpudur），是印度泰米尔纳德邦Coimbatore县的一个城镇。总人口17594（2001年）。

## 人口
该地2001年总人口17594人，其中男性8805人，女性8789人；0—6岁人口1745人，其中男899人，女846人；识字率53.09%，其中男性为60.23%，女性为45.93%。